# Galya-tető
Galya-tető ist ein 964 Meter hoher Berg im ungarischen Mátra-Gebirge und nach Kékes (1014 m) und Pezső-kő (971 m, ⊙) der dritthöchste Berg des Landes. Er liegt im Komitat Heves am nördlichen Rand der Ortschaft Galyatető, einem Ortsteil der Gemeinde Mátraszentimre im Kreis Gyöngyös. Galya-tető war Namensgeber für den Ort Galyatető. Die Gegend um Galya-tető ist eines der wenigen Gebiete in Ungarn mit winterlichen Sportmöglichkeiten und somit ein beliebtes Touristenziel. 1991 wurden dort die Biathlon-Juniorenweltmeisterschaften ausgetragen.